# Bonnetia chimantensis
Bonnetia chimantensis är en tvåhjärtbladig växtart som beskrevs av J.A. Steyerm.. Bonnetia chimantensis ingår i släktet Bonnetia och familjen Bonnetiaceae. Inga underarter finns listade i Catalogue of Life.